# KICK LOUD JAM
KICK LOUD JAM（キック ラウド ジャム）は2011年4月から2019年3月までFM-FUJIで放送されていたラジオ番組。

## 概要
FM-FUJIの金曜夕方は、2011年3月まで『PUMP UP RADIO』を放送していた。2011年4月改編で同番組の金曜版を終了させて当番組が開始。パーソナリティーの佐藤ドミンゴは引き続き当番組に続投した。
この番組における佐藤のキャッチコピーは「リスナーの面白兄貴目指します!」であった。
2019年3月29日を以て終了、8年の歴史に幕を閉じた。佐藤は後番組の『terminal』で引き続き金曜を担当する。

## 出演者
- 佐藤ドミンゴ
- 東城佑香（2017年4月7日 - 2018年3月30日）

## 番組終了時点のタイムテーブル
| 16:00 | オープニング                        |
| 16:15 | ドミンゴ★金曜★ぽんこつコラム        |
| 16:30 | Traffic Information                 |
| 16:55 | News Headline                       |
| 17:10 | Traffic & Weather                   |
| 17:36 | What's ハロトレ？ 〜Life is happy〜 |
| 17:53 | Traffic & Weather                   |
| 18:00 | SKI INFORMATION                     |
| 18:05 | GET SUCCESS!                        |
| 18:16 | Traffic Information                 |
| 18:20 | 佐藤ドミンゴの人生相談を            |
| 18:30 | News Headline                       |
| 18:40 | エンディング                        |